# Cryptus euchrous
Cryptus euchrous là một loài tò vò trong họ Ichneumonidae.